# Kampung Baru

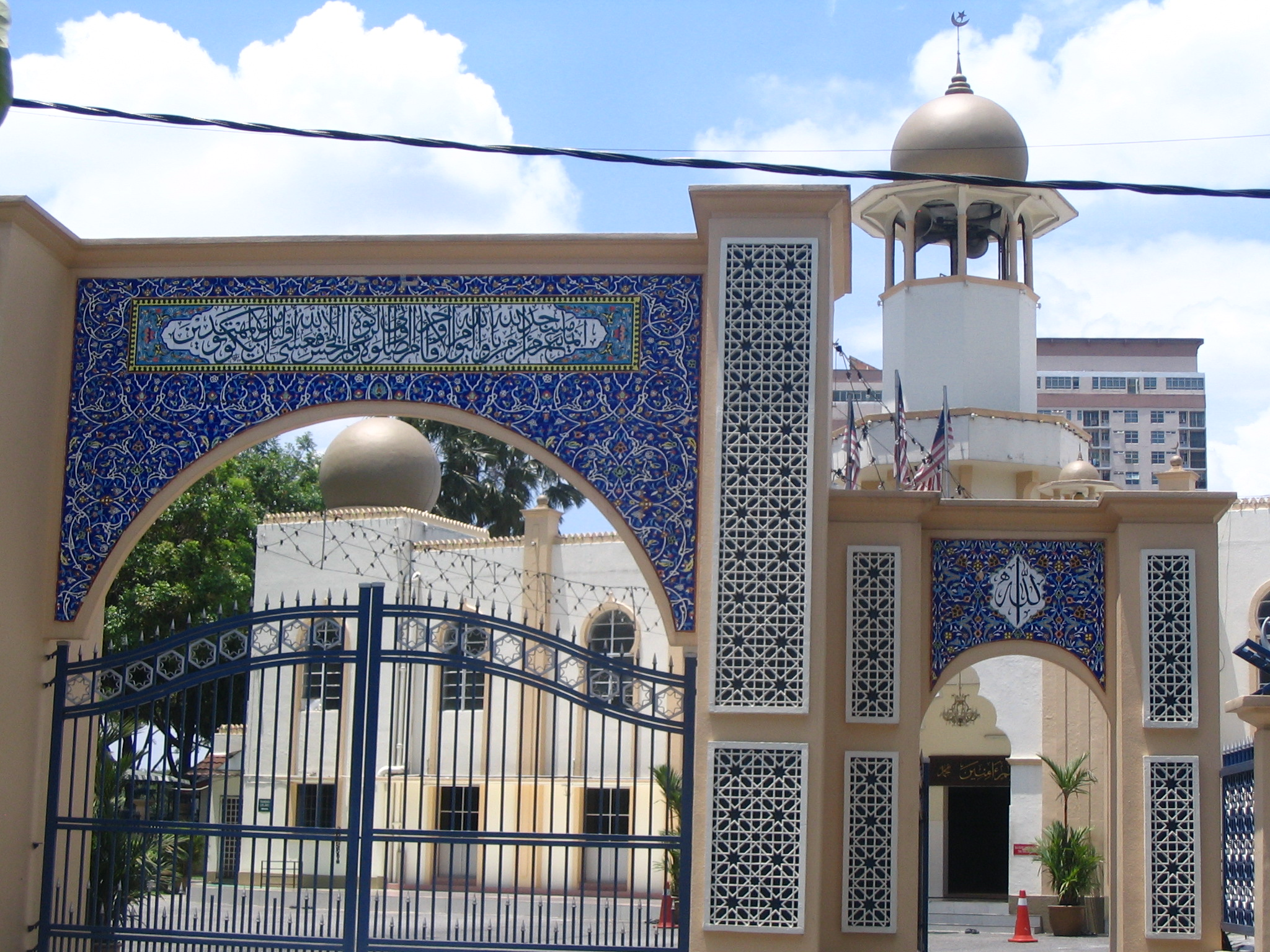
Mosquée de Kampung Baru

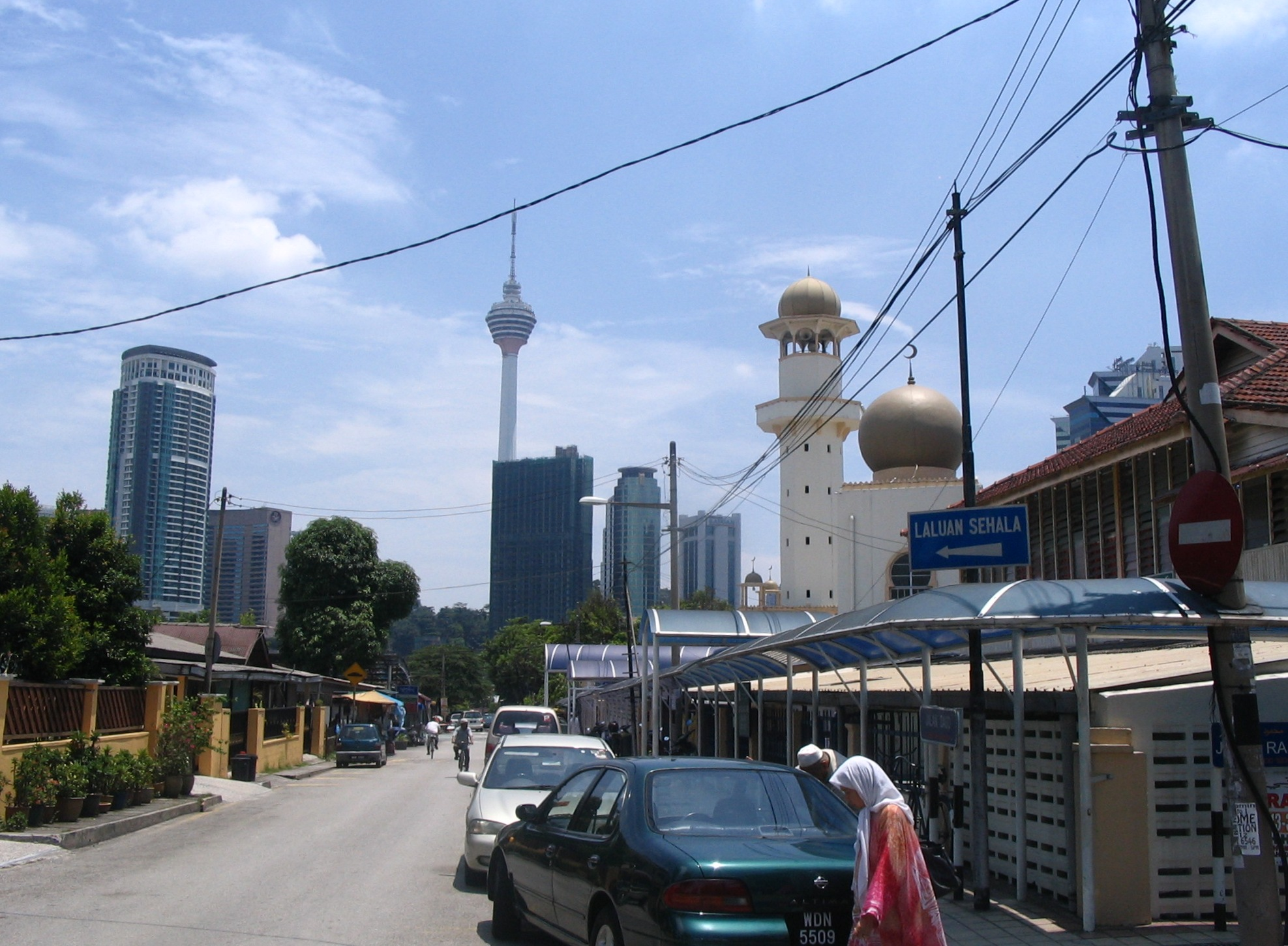
Mosquée de Kampung Baru et la Menara Kuala Lumpur depuis Jalan Daud

Kampung Baru, signifiant nouveau village en malaisien, est un quartier de Kuala Lumpur  en Malaisie
C'est un quartier traditionnel ayant gardé un aspect de village (Kampung en malaisien), avec des maisons en bois de style malais et des jardins.

## Localisation
Kampung Baru situé au nord du centre de Kuala Lumpur et à l'est de Chow Kit.
Ce quartier est desservi par la station KBU, Kampung Baru,  du métro léger Putra de Kuala Lumpur. 

## Histoire
Le quartier de Kampung Baru, initialement village d'agriculteurs malais depuis 1900, a été au cours du 20e siècle un centre intellectuel et foyer d'opposition politique malais, théâtre de manifestations pour l'indépendance après guerre et lors des émeutes du 13 mai 1969.

## Monuments
- Mosquée de Kampung Baru, Masjid Jamek Kampung Baru.